# Patty Jenkins

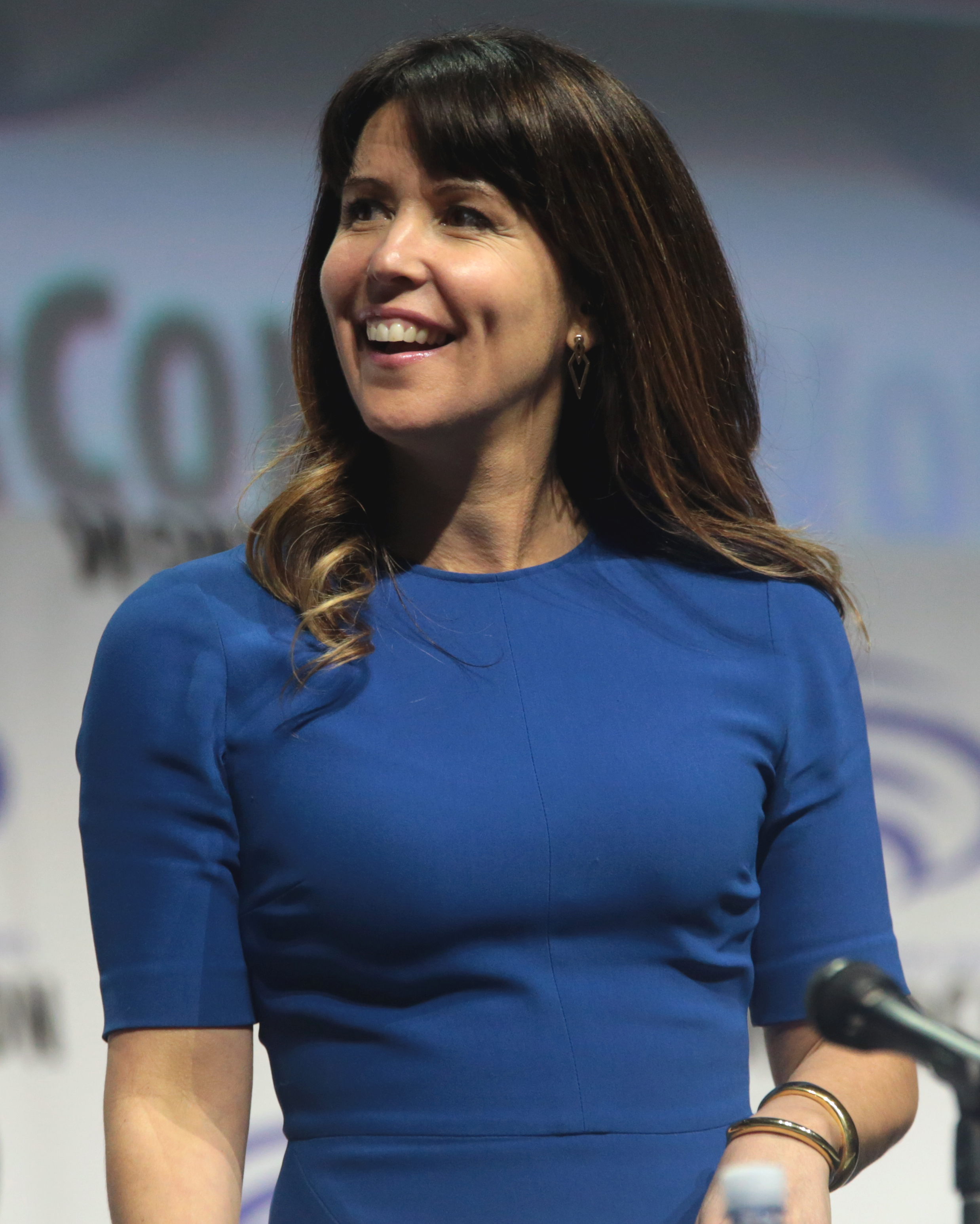
Jenkins auf der WonderCon 2017

Patricia Lea „Patty“ Jenkins (* 24. Juli 1971 auf der George Air Force Base in Victorville, Kalifornien) ist eine US-amerikanische Filmregisseurin.

## Leben und Karriere
Jenkins wurde in Victorville, als Tochter von William T. Jenkins, einem US-Kampfpiloten des Vietnamkrieges, und einer Umweltwissenschaftlerin geboren. Ihre ältere Schwester ist Elaine Roth. Als Jenkins 7 Jahre alt war, starb ihr Vater im Alter von 31 Jahren während eines nachgestellten NATO-Luftkampfes. Ihre Mutter brachte die beiden Halbwaisen nach San Francisco, wo sie zur Schule gingen. Als Kind sah Patty Jenkins den Film Superman mit Christopher Reeve. Dieser Film inspirierte sie bei der späteren Berufswahl. Als 14-Jährige kam sie zum Film, als sie bei Allen Ginsberg ein Praktikum bei den Dreharbeiten zu dem Dokumentarfilm The River City Reunion machte, der von der Beat Generation handelt.
Nach der Schule begann sie zunächst ein Malereistudium und wechselte dann an die Cooper Union in New York zu einem Filmstudium. Danach arbeitete sie zunächst als Kameraassistentin bei Werbefilmen und Musikvideos. 2001 beendete sie ein Regiestudium am American Film Institute. Im selben Jahr drehte sie ihre ersten Kurzfilme. 2003 erschien ihr Spielfilmdebüt Monster, der am Wettbewerb der Berlinale 2004 teilnahm. Die Hauptdarstellerin Charlize Theron wurde auf dieser Berlinale mit dem Silbernen Bären ausgezeichnet und erhielt im selben Jahr den Oscar für diese Rolle. Nach dem Erfolg mit Monster arbeitete Patty Jenkins vor allem als Regisseurin für das Fernsehen.
Im Jahr 2015 wurde bekannt, dass Jenkins die Regie der im DC Extended Universe spielenden Comicverfilmung Wonder Woman (2017) übernehmen würde. Der Film erhielt positive Kritiken und war auch an den Kinokassen erfolgreich.
Nach dem kommerziellen Erfolg von Wonder Woman handelte Jenkins im Sommer 2017 einen Back-End-Deal für die Fortsetzung aus, der sie zur bisher bestbezahlten Regisseurin macht. Sie wird für ihre Arbeit an dem DC-Projekt 7 bis 9 Millionen US-Dollar bekommen. Der von ihr inszenierte Film Wonder Woman 1984 lief im Dezember 2020 an. Den Ende des gleichen Monats angekündigten dritten Teil sollte sie ebenfalls inszenieren. Im Dezember 2022 wurde bekannt, dass es einen dritten Teil nicht geben werde.
Im Dezember 2020 kündigte Disney an, dass Jenkins beim Kinofilm Rogue Squadron Regie führen soll. Der Film sollte am 25. Dezember 2023 veröffentlicht werden. Jenkins sollte als erste Frau Regie bei einem Film der Star-Wars-Reihe führen. Im September 2022 strich Disney den Film aus dem Veröffentlichungsplan.

## Filmografie (Auswahl)
- 2001: Just Drive (Kurzfilm)
- 2001: Velocity Rules (Kurzfilm)
- 2003: Monster
- 2004: Arrested Development (Fernsehserie, 1 Episode)
- 2006: Entourage (Fernsehserie, 2 Episoden)
- 2011: Five (Fernsehfilm, Segment „Pearl“)
- 2011–2012: The Killing (Fernsehserie, 2 Episoden)
- 2017: Wonder Woman
- 2019: I Am the Night (Miniserie, auch Produzentin)
- 2020: Wonder Woman 1984 (auch Drehbuchautorin und Produzentin)
- 2023: Poolman (Produzentin)